# Isostasius subfilicornis
Isostasius subfilicornis är en stekelart som beskrevs av Peter Neerup Buhl 2004. Isostasius subfilicornis ingår i släktet Isostasius och familjen gallmyggesteklar. Inga underarter finns listade i Catalogue of Life.